# Премія Гільдії режисерів Америки
Премія Гільдії режисерів Америки (англ. Directors Guild of America Award) — щорічна американська премія за видатні досягнення в області режисури кіно і телебачення. Нагорода заснована у 1948 році президентом «Гільдії режисерів Америки» Джорджем Маршаллом. За всю історію існування премії, переможці які отримали цю нагороду в категорії «Найкращий режисер повнометражного фільму» лише сім разів не отримали відповідного «Оскара».

## Історія
Професійне об'єднання американських кінорежисерів було створено в 1936 році під назвою Гільдія режисерів екрану. У 1960 році вона злилася з Гільдією режисерів радіо і телебачення та отримала нинішню назву. Премія Гільдії режисерів вручається починаючи з 1938 року (щорічно — з 1948). Переможці отримують статуетку із зображенням логотипу Гільдії — орла. Першим лауреатом премії в 1938 році став Девід Ворк Гріффіт як почесний довічний член Гільдії.
Всі номінації премії розділені на дві категорії: кіно і телебачення. Кінорежисери можуть отримати нагороду за найкращий повнометражний фільм і найкращий документальний фільм, режисери телебачення — за найкращу дитячу програму, комедійний телесеріал, рекламний ролик, серіал денного ефіру, драматичний телесеріал, музичну телепередачу, реаліті-шоу і телефільм. Нагороджується не весь серіал, а окремий епізод, оскільки різні епізоди зазвичай знімають різні режисери. Крім того, є кілька спеціальних номінацій за особливі досягнення.
Церемонія вручення премії проходить щорічно в січні або лютому в Лос-Анджелесі.

## Категорії премії
Кіно
- Найкращий режисер повнометражного фільму
- Найкращий режисер документального фільму
- Найкращий режисерський дебют

Телебачення
- Найкращий режисер драматичного серіалу
- Найкращий режисер комедійного серіалу
- Найкращий режисер міні-серіалу або телефільму
- Найкращий режисер денного телесеріалу
- Найкращий режисер дитячої телепрограми
- Найкращий режисер рекламного відео
- Найкращий режисер реаліті-шоу